# Leyes de Augustine

Gráfica de la evolución de precio de aparatos militares.

Las Leyes de Augustine fueron formuladas por Norman R. Augustine y, según él, la complejidad, el peso y el precio de los cazas iría aumentando progresivamente hasta convertirlos en inasequibles o que un único aparato fuese capaz de hacerlo todo y servir la mitad de la semana a la fuerza aérea y la otra mitad a la Armada.

## El incremento de peso y precio en los cazas de reacción
Según el empresario estadounidense, los militares siempre desean poseer máquinas que sean capaces de hacerlo todo; para ello hay que dotarlas de nuevos sistemas y con ello se aumentan invariablemente su peso y su costo. De esta forma se llegaría en el 2054 a un avión con tales capacidades que podría ser compartido por todas las armas que actualmente operan cazas; sin embargo este aparato costaría una suma tan elevada que sería prohibitivo adquirirlo.
La evolución de los cazas a lo largo de sus respectivas generaciones parece confirmar esta teoría. Desde los comienzos del motor de reacción, los cazas no han dejado de incrementar su peso, sus prestaciones y sobre todo su tamaño en busca de satisfacer los deseos de las fuerzas aéreas y las armadas que los demandan. Pese a que el precio de las armas es algo sujeto a muchas negociaciones, Gerard Keijsper recoge la siguiente lista:
- F-86 Sabre, 6.276 kg, 0.22 millones de dólares.
- Lockheed F-104 Starfighter, 6.760 kg, 1.4 millones de dólares.
- F-4 Phantom, 13.757 kg, 2.2 millones de dólares.
- F-15 Strike Eagle, 14.379 kg, 40 millones de dólares.

## Parar las Leyes de Augustine
Ante un panorama como el descrito por Augustine tanto autores como Muczyk y fuerzas aéreas como la sueca han propuesto y puesto en práctica diferentes soluciones para romper esta tendencia que llevaría a la quiebra a la industria aeronáutica al no producir ni mantener los suficientes aparatos para hacerlos rentables.
El caso de la fuerza aérea sueca esta puso en marcha el proyecto JAS 39 Gripen para obtener un aparato ligero (unos 6.622 kg para el Gripen Internacional) y no demasiado caro (30 millones de dólares) decantándose en todo momento por las soluciones más ligeras y baratas. Por ejemplo:
- Se sustituyeron los tres cerebros electrónicos de la primera trancha por uno sólo ahorrando unos 56 kg.
- Se sustituyó el sistema de alimentación de motor por otro digital ahorrando unos 14 kg.
- Se optó por el cañón Mauser de tipo revólver en lugar de uno con varios tubos.